# Volvo Buses
La Volvo Buses (in svedese: Volvo Bussar AB o anche Volvo Buses Corporation) è una sussidiaria del Volvo Group che si occupa della produzione di autobus e pullman dal 1968, quando è diventata una divisione autonoma del gruppo.

## Prodotti

### Modelli storici
| Foto | Modello        | Lunghezza     | Periodo             |
| ---- | -------------- | ------------- | ------------------- |
|      | Ailsa B55      | Vari          | 1974-1985           |
|      | B6             | 8,5 - 10,6 m  | 1991-1999           |
|      | B6BLE          | 10,1 - 10,7 m | 1999-2001           |
|      | B7L            | 12 - 18       | 2000-2006           |
|      | B7TL           |               | 1999-2006           |
|      | B9RLE          | 12,4 - 14,9 m | 2010-2013           |
|      | B10            |               | 1930                |
|      | B10B           | 12 m          | 1992-2001           |
|      | B10BLE         | 12 - 14,5 m   | 1992-2004           |
|      | B10C           |               | 1988-1991           |
|      | B10L           | 12 - 18 m     | 1993-2005           |
|      | B10LE          |               |                     |
|      | B10M           |               | 1978-2003           |
|      | B10R           |               | 1978-1992 2000-2003 |
|      | B12            |               | 1991-2011           |
|      | B12B           | 12 - 15       | 2001-2011           |
|      | B12BLE         | 12 - 18 m     | 2001-2011           |
|      | B54            |               | 1966-1971           |
|      | B57            |               | 1966-1982           |
|      | B58            | 9,5 - 18 m    | 1966-1982           |
|      | B59            |               | 1970-1979           |
|      | B59 Ansaldo    |               | 1975-1978           |
|      | B609           |               | 1976-1987           |
|      | B615           |               |                     |
|      | B616           |               |                     |
|      | B617           |               |                     |
|      | B627           |               |                     |
|      | B635           |               |                     |
|      | B638           |               |                     |
|      | B655           |               |                     |
|      | B656           |               |                     |
|      | B657           |               |                     |
|      | B658           |               |                     |
|      | B705           |               |                     |
|      | B715           |               |                     |
|      | B725           |               |                     |
|      | B727           |               |                     |
|      | B755           |               |                     |
|      | Olympian       | 9,6 - 12 m    | 1992-2000           |
|      | Super Olympian | 10,6 - 12 m   | 1998-2004           |
|      | Volvo 7700     | 12-18 m       | 1999-2012           |
|      | Volvo 8700     | 12-18 m       | 2002-2011           |

### Modelli moderni
| Foto | Modello | Lunghezza                                                             | Periodo  |
| ---- | ------- | --------------------------------------------------------------------- | -------- |
|      | B7R     |                                                                       | dal 1997 |
|      | B7RLE   | 10 - 12 m                                                             | dal 2001 |
|      | B12M    |                                                                       | dal 1999 |
|      | B9TL    |                                                                       | dal 2002 |
|      | B9R     |                                                                       | dal 2003 |
|      | B9S     | 18 - 27 m                                                             | dal 2002 |
|      | B9L     | 12 - 18 m                                                             | dal 2005 |
|      | B5LH    | 10,5 m (versione precedente) 10,4 m (a due piani) 18,0 m (articolato) | dal 2008 |
|      | BXXR    |                                                                       | dal 2009 |
|      | B13R    | 10,5 - 15 m                                                           | dal 2009 |
|      | B11R    | 10,5 - 15 m                                                           | dal 2011 |
|      | B7F     |                                                                       | dal 2011 |
|      | B5TL    | 10,5 - 11,2 m                                                         | dal 2012 |
|      | B5RLEH  | 11,5 m                                                                | dal 2012 |
|      | B8R     | 10,5 - 13,6 m (4x2) 12,2 - 15,0 m (6x2)                               | dal 2013 |
|      | B8RLE   | 10,2 – 12,8 m (4x2) 12,4 - 14,9 m (6x2) 17,1 - 18,3 m (articolato)    | dal 2013 |
|      | BE      |                                                                       | dal 2015 |
|      | B8L     |                                                                       | dal 2016 |
|      | BZL     | Autobus a un piano: 9-13 metri Autobus a due piani: 10,3–10,9 metri   | dal 2021 |